# 古川愛李の木曜はアイリの晩
『古川愛李の木曜はアイリの晩』（ふるかわあいりのもくようはアイリのばん）は2014年4月3日から2015年3月26日までCBCラジオ『ナガオカ×スクランブル』内で放送されていたトーク番組。

## 概要
2013年10月から『0時のつぶやき』第2部水曜の番組『古川愛李の水曜はアイリの晩』のパーソナリティを務めたSKE48・古川愛李が、2014年4月の改編で『古川愛李の木曜はアイリの晩』と番組名を変えて、『ナガオカ×スクランブル』内で放送されていた。
当番組では、古川の好きなウデムシの『カリリン』を飼っている。その飼育日記を番組公式Google+で公開している。
番組公式ブログは『ナガオカ×スクランブル』の公式ブログの中で書かれている。
2014年11月22日に安城産業文化公園デンパークで行われたCBCラジオ秋まつりで当番組の公開録音を行い、その模様を後日当番組で放送した。
2015年1月1日には、100分の特別番組『古川愛李の元日はアイリの特晩』が放送された。

## パーソナリティー
- 古川愛李（SKE48）

## 放送時間
- 木曜 23:20頃 - 23:30頃（ナガオカ×スクランブル内）

## 放送内容
古川が主にアニメ、マンガ、UFOなどのマニアックことを自由にトークしていく。SKE48のことより、自分の趣味を話すことが多い。

## コーナー
- 『リスナーからのお便り紹介』
- 『エンディングもサービスサービス』

お別れの挨拶代わりに言って欲しいセリフを募集し、実際に披露していくコーナー。

## 特別番組
- 『古川愛李の元日はアイリの特晩』（2015年1月1日 22:50 - 24:30）: ナガオカ×スクランブルから独立した番組である。内包番組に「戸松遥 帰って参りました!」を放送。